# Incendios forestales en Siberia de 2019
Los Incendios forestales en Siberia de 2019 iniciaron en áreas poco accesibles del norte de Krai de Krasnoyarsk, república de Sajá y Krai de Zabaikalie en Siberia, Rusia durante el mes de julio, 2019. El fuego había alcanzado 2.6 millones de hectáreas a fin de mes. Hasta el 30 de julio no se han reportado muertes o lesiones debido a las llamas.

## Alcance
El 31 de julio de 2019, las autoridades rusas reportaron que 3 millones de hectáreas (7.4 millones de acres, 30,000 km²) estaban en llamas, un área comparable al tamaño de Bélgica. Según Greenpeace, 12 millones de hectáreas (30 millones de acres, 120.000 km²) fueron quemadas desde comienzos de 2019.
El humo provocado por el fuego ha afectado la calidad del aire en gran parte de Siberia, incluyendo ciudades remotas del oeste como Cheliábinsk y Ekaterimburgo. Los viajes aéreos también han sido interrumpidos. Según datos de la NASA, en el 31 de julio el humo de los bosques de Siberia en llamas llegó hasta Alaska y, posiblemente mezclado con el humo del fuego local, haya alcanzado la costa oeste de Canadá.
Como la mayor parte del área afectada está inhabitada o es poco accesible, varios incendios no son tratados por bomberos. A partir del 6 de agosto, el Servicio de Protección Forestal Aéreo de Rusia ha combatido 161 focos en 160.000 hectáreas (350.000 acres) y monitoreando otros. El humo de las llamas hace que la Lucha aérea contra el fuego sea poco segura.

## Reacciones
El 1 de agosto, el primer ministro Dmitri Medvédev ordenó una investigación hacia las acusaciones de que el fuego fue iniciado intencionalmente para ocultar tala ilegal. Oficiales en Krasnoyarsk estuvieron bajo investigación debido a su negativa por combatir los incendios. Medédev también propuso revisar los actos reglamentarios en materia de extinción de incendios en regiones que incluyen control de zonas, y dio instrucciones de consultar con expertos extranjeros sobre desarrollar estrategias para combatir incendios, mientras que el presidente de los Estados Unidos Donald Trump ofreció ayuda a Rusia para extinguir los incendios.